# تور دو فرانس ۲۰۲۳
تور دو فرانس ۲۰۲۳ صد و دهمین دورهٔ مسابقات دوچرخه‌سواری تور دو فرانس بود که در ۱ ژوئیه در بیلبائوی اسپانیا آغاز شد و پس از طی ۲۱ مرحله در ۲۳ ژوئیه در پاریس خاتمه یافت.
یوناس وینگکا (تیم یومبو–فیسما) مدافع قهرمانی به مقام قهرمانی رده‌بندی اصلی دست یافت و تادی پوگاچار و آدام یتس (هر دو از تیم یوای‌ئی امارات) در رتبه‌های دوم و سوم قرار گرفتند.
در دو هفتهٔ نخست، رقابت میان وینگکا و پوگاچار بسیار نزدیک بود و در پایان مرحلهٔ ۱۵ به ده ثانیه رسید؛ ولی وینگکا در مراحل ۱۶ و ۱۷ فاصلهٔ خود با پوگاچار را به حدود هفت دقیقه رساند و توانست تا پایان تور، این فاصله را حفظ کند.
یاسپر فیلیپسن (آلپسین–دسوینینک) که در چهار مرحله پیروز شده‌بود، برندهٔ رده‌بندی امتیازی شد. جولیو چیکونه (لیدل–ترک) قهرمان رده‌بندی کوهستان شد و تادی پوگاچار برای چهارمین سال پیاپی قهرمانی رده‌بندی رکابزن جوان را از آن خود کرد.

## تیم‌ها
۲۲ تیم در مسابقه شرکت کردند. ۱۸ تیم جهانی به صورت خودکار دعوت شدند. ۴ تیم دیگر شامل دو تیم حرفه‌ای برتر در سال ۲۰۲۲ و دو تیم انتخاب شده توسط سازمان ورزشی آموری (برگزار کنندهٔ تور) بودند. نام تیم‌های شرکت کننده در ۴ ژانویهٔ ۲۰۲۳ اعلام شد.

## مسیر
سازمان ورزشی آموری در ژانویهٔ ۲۰۲۲ سرزمین باسک را به عنوان میزبان سه مرحلهٔ نخست تور اعلام کرد. در اکتبر ۲۰۲۲ مسیر کامل تور توسط کریستین پرودوم اعلام شد. مسیر تور ۲۰۲۳ تنها شامل ۲۲ کیلومتر تایم تریل بود که کمترین میزان از تور ۲۰۱۵ است.

## بخت‌های قهرمانی
عموماً پیش‌بینی می‌شد که تور دو فرانس ۲۰۲۳ رقابتی میان یوناس وینگکا (مدافع قهرمانی) و تادی پوگاچار (قهرمان دو دوره) باشد. در دو دورهٔ اخیر سکوی اول و دوم تور در دست این دو رکابزن بوده‌است. این دو در فصل جاری یک بار با هم در مسابقهٔ پاریس-نیس رقابت کردند که پوگاچار قهرمان شد و وینگکا در رتبهٔ سوم قرار گرفت. رکابزن دیگری که بیشترین بخت قهرمانی داشت، جی هیندلی (قهرمان جیروی ۲۰۲۲) بود.
مهمترین غایبان تور ۲۰۲۳، چهار رکابزنی هستند که ترجیح دادند در جیرو دیتالیای ۲۰۲۳ که میزان تایم تریل بیشتری نسبت به تور داشت، رقابت کنند: پریموژ روگلیچ (قهرمان جیرو)، گراینت توماس (برندهٔ تور ۲۰۱۸)، تائو هارت (برندهٔ جیروی ۲۰۲۰) و رمکو ایونپول قهرمان کنونی جهان.